# Aka-shita

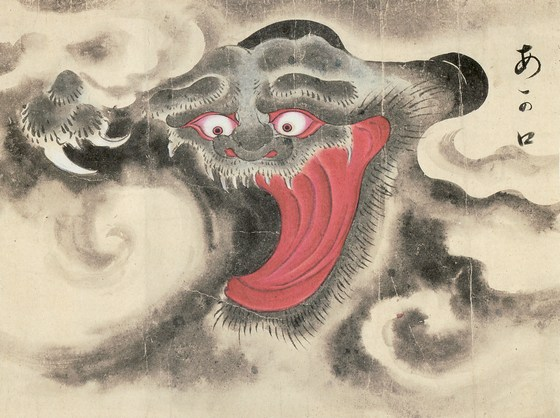
Ein Akaguchi, wie er in Sūshis Gazu Hyakki Zukan erscheint.

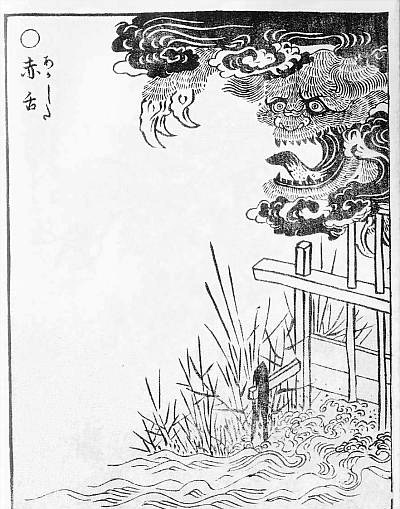
Ein Aka-shita, wie er in Sekiens Gazu Hyakki Yagyō erscheint.

Der Aka-shita (赤舌; wörtl. „Rote Zunge“), auch Akaguchi (赤口; „Roter Rachen“) und Shakuzetsu (mit denselben Kanji geschrieben) genannt, ist ein fiktives Wesen aus der japanischen Folklore und gehört zur Gruppe der Yōkai. Er wird als launisch und laut beschrieben und gilt als Unglücksbote.

## Beschreibung
Der Aka-shita wird als pechschwarze Wolke beschrieben, die über den Bewässerungskanälen und Bassins von Reisfeldern auftauchen soll. Aus der Wolke erscheint eine schwärzliche, tierhafte Fratze mit rot glühender Zunge und rotem Mund und einem Rachen, die wüstes Gebrüll von sich gibt.

## Hintergrund
Eine frühe Abbildung findet sich im Sammelwerk Gazu Hyakki Zukan (百怪図巻; Bilderrolle der hundert Monster) des Zeichners und Autors Sawaki Sūshi aus dem Jahr 1737, wo das Wesen Akaguchi genannt wird. Das Sammelwerk Gazu Hyakki Yagyō (画図百鬼夜行; Nächtliche Prozession von 100 Geistern in Bildern) von Toriyama Sekien aus dem Jahr 1776 zeigt einen Aka-shita über einer Bewässerungsschleuse auf einem Reisfeld. Sowohl das Fallgatter der Schleuse als auch das Maul des Yōkai stehen sperrangelweit offen. Sekien nimmt damit Bezug auf das in Japan verbreitete Sprichwort: „Der Mund ist ein Tor, durch das mancherlei Unheil geht“. Es kritisiert vorlaute und prahlerische Menschen sowie Tratsch und üble Nachrede. Der Aka-shita selbst ist eine Personifizierung jahrhundertealter Konkurrenzkämpfe um Bewässerungskanäle innerhalb ländlicher Reisbauer- und Landwirtfamilien. Diese arteten nicht selten in gegenseitige Brandstiftung und sogar Handgreiflichkeiten aus.
Der Alternativname „Shakuzetsu“ nimmt Bezug auf das Wort Shazuzetsu-nichi (赤舌日; „Unglückstag“, „Tag der roten Zunge“), welches einen bestimmten Tag beschreibt, an dem wirklich alles schiefgeht, egal, was man auch angeht. Dem ländlichen Aberglauben nach stecke der Kami Rasetsu-shin dahinter und am besten bleibe man an einem solchen Tag einfach zu Hause.